# Afracantha camerunensis
Afracantha camerunensis (Thorell, 1899) è un ragno appartenente alla famiglia Araneidae.
È l'unica specie nota del genere Afracantha.

## Etimologia
Il nome deriva dal prefisso afro-, che designa l'origine africana del genere e dal greco ᾶκανθα, àkantha, cioè spina.

## Distribuzione
La specie è stata rinvenuta in Africa occidentale, centrale, orientale e in Venezuela.

## Tassonomia
Descritto originariamente come sottogenere di Gasteracantha Sundevall, 1833, è stato elevato al rango di genere da un lavoro dell'aracnologo Emerit del 1974.
Dal 1996 non sono stati esaminati altri esemplari, né sono state descritte sottospecie al 2014.